# سوسو جابیدزه
سوسو جابیدزه (گرجی: სოსო ჯაბიძე؛ زادهٔ ۱۴ اوت ۱۹۸۷) کشتی‌گیر اهل گرجستان است.